# Anastomyza fulvithorax
Anastomyza fulvithorax är en tvåvingeart som beskrevs av Malloch 1933. Anastomyza fulvithorax ingår i släktet Anastomyza och familjen myllflugor. Inga underarter finns listade i Catalogue of Life.